# Teribil naufragiu, din norocire fără accident de persoane
Teribil naufragiu, din norocire fără accident de persoane este un articol ironic scris de Ion Luca Caragiale, publicat în revista Epoca, în 1896 la 22 octombrie, la rubrica „Litere-Artă-Știință”, cu semnătura Ion. Articolul a fost inclus în volumul al treilea din Opere, apărut în 1932, la Addenda și se referă la inițiativa eșuată de înființare a unei biblioteci naționale.